# Дмитриева-Мамонова, Марья Александровна

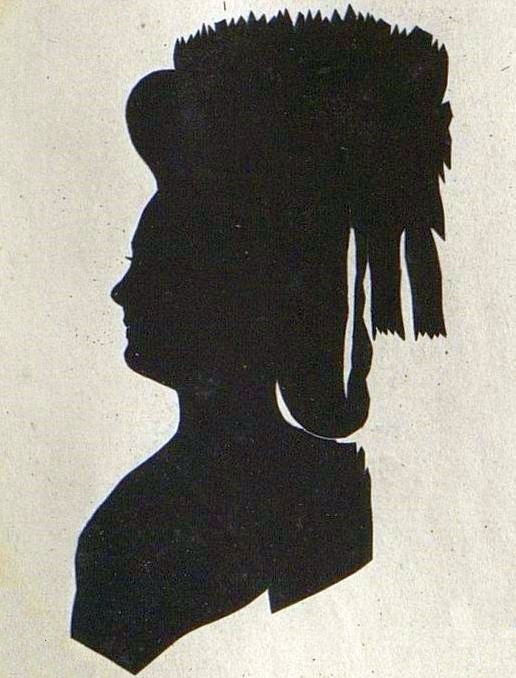
Силуэт матери как возможный образ Марьи. «Княжна Дарья Фёдоровна Щербатова». Силуэт в альбоме Коллекция силуэтных изображений современников Екатерины II. Sideau, F. G. 1782

Графиня Марья Александровна Дмитриева-Мамонова (26 июля (6 августа) 1794, Дубровицы — 3 (15) августа 1848, Висбаден) — фрейлина императрицы Елизаветы Алексеевны, член Императорского женского патриотического общества.

## Биография
Дочь генерал-адъютанта и члена Государственного совета графа Александра Матвеевича Дмитриева-Мамонова и фрейлины графини Дарьи Фёдоровны Дмитриевой-Мамоновой (урождённой княжны Щербатовой). Марья родилась 26 июля 1794 года в подмосковной усадьбе Дубровицы, крестили малышку в местной Знаменской церкви 6 августа того же года. Восприемником был её дед сенатор Матвей Васильевич Дмитриев-Мамонов, а восприемницею — её тётка фрейлина Прасковья Матвеевна Дмитриева-Мамонова (1750-1823).
В сентябре 1789 года к молодожёнам Мамоновым из Петербурга приехала фрейлина Марья Васильевна Шкурина, отпросившись от Двора. Это она была помощницей у влюблённых, устраивала их тайные встречи, передавала письма и подарки подруге Щербатовой. В семье Марья Шкурина помогала подруге по уходу за детьми. Существует версия, что в честь Шкуриной была названа Марьей дочь Мамоновых. Шкурина прожила в семье до 1796 года, а после ушла в монастырь. В 1801 году она, после кончины подруги, постриглась в монахини под именем Павлия.

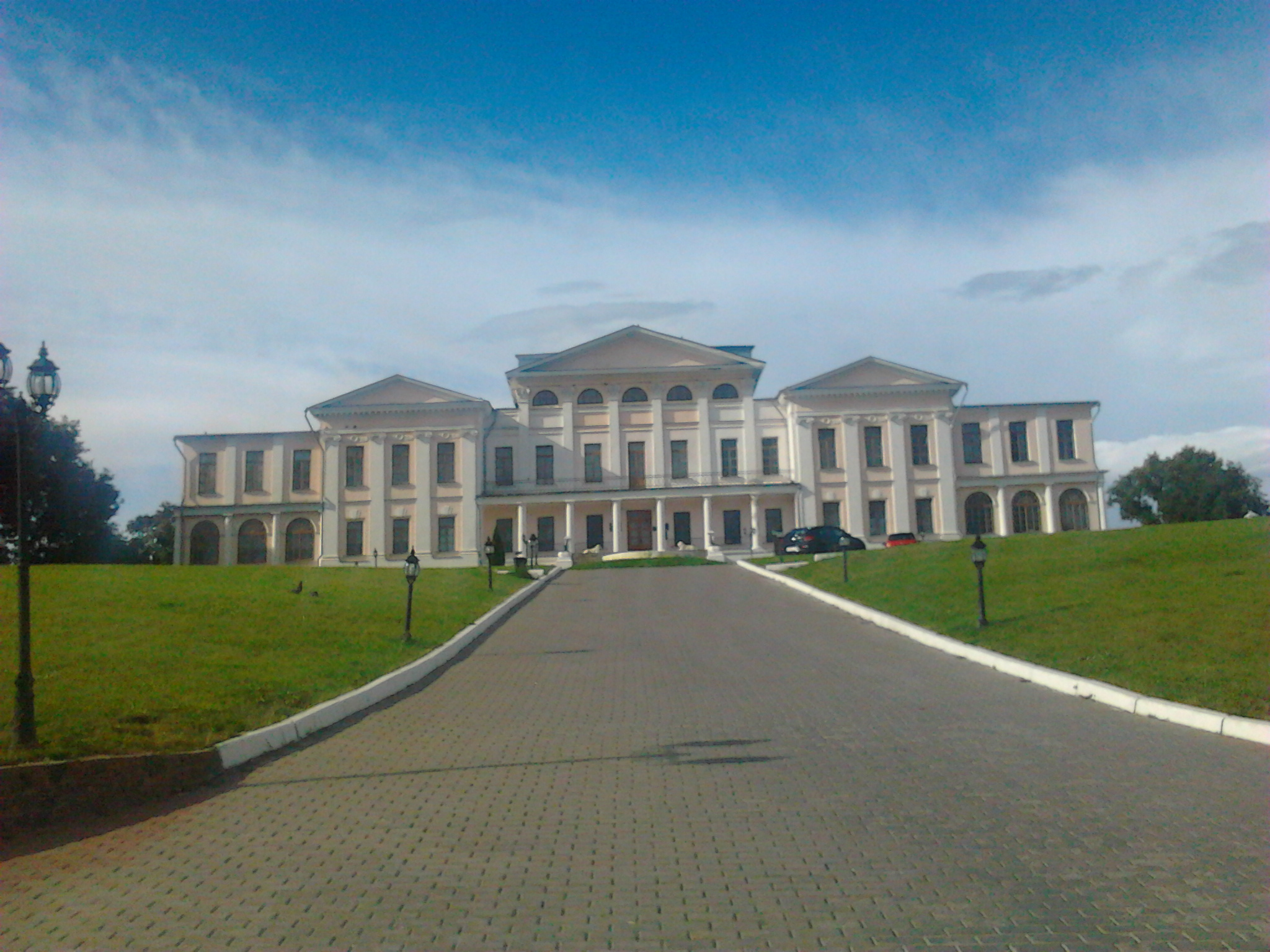
Дубровицы, главный усадебный дом

Родители Марьи Александровны умерли в относительно молодом возрасте, мать в 39 лет († 9 ноября 1801), и отец в 45 лет († 29 сентября 1803), пережив супругу всего двумя годами. После смерти родителей, Марья, тогда ей было 9 лет, с сестрой Анной 11-ти лет и со старшим братом Матвеем поступила под опеку и попечительство родного своего деда, М. В. Дмитриева-Мамонова, человека чёрствого и очень скупого.
Марья вместе с братом в 1801—1807 годах получила домашнее образование. В это время у неё была гувернантка и наставница француженка мадам Ришельё. Обучение предмету Российской словесности проводил учитель Г. М. Кичеев, который впоследствии стал директором ярославских училищ.
После смерти деда Марья Александровна в 1811—1812 годах находилась на попечительстве старшего брата Матвея. С 1813 года, когда ей было семнадцать, Марья жила в Москве на Тверской улице, в доме своей тётки — фрейлины Прасковьи Матвеевны Дмитриевой-Мамоновой. Они посещали церковные службы и исповедовались в приходской церкви Благовещения на Тверской, которая находилась рядом с их домом. После смерти тёти в 1823 году Марья унаследовала этот дом на Тверской. 
Отношения брата и сестры были сложными. Молодой Матвей, по рассказам современников, сторонился сестры и не признавал её своей в семье. Он страдал от одиночества и считал, что сестра его оставила. Марья была полной противоположностью брату, она не отличалась крепким здоровьем, была бесхитростным и общительным человеком, вела светский образ жизни – устраивала приёмы, ездила в театр; хотя некоторые считали её взбалмошной, корыстолюбивой и скупой.

Марье, как светской даме, нравилось «рисоваться» и находиться на виду, её карета во время торжественных выездов была запряжена 9 лошадьми с двумя форейторами (всадниками на лошадях), а на козлах кареты стояли два арапа. Московский почт-директор А. Я. Булгаков, давно знавший графиню Марью Александровну, говорил о ней:
… она имеет доброе сердце, а это многое заставляет простить.
Марья по-своему любила брата, она не старалась выставлять его в негативном виде, ей нравились стихи Матвея, она переживала за его болезнь и делала всё для его выздоровления. Споры и мелкие ссоры между ней и братом происходили в основном из-за имений. Матвей, не считаясь с сестрой, после смерти тётки, фрейлины Прасковьи Матвеевны Дмитриевой-Мамоновой, объявил себя единственным после неё наследником в газете «Московские ведомости» от 4 апреля 1823 года. Известно, что Марья даже была в тяжбе с братом по этому вопросу в мае 1824 года.
Графиня тратила много средств на благотворительность, участвовала в деятельности Императорского женского патриотического общества. Ей не было зазорно общаться с людьми менее знатными и небогатыми.
В начале 1820-х годов её здоровье заметно ухудшилось. Она часто выезжала в Ревель, где принимала морские ванны. Переживания за брата сильно подорвали её хрупкое здоровье, Марья говорила, что она очень больна.
В 1828 году в двух столицах ходили слухи о замужестве графини Мамоновой, считали, что она скрывает свой брак из-за мезальянса. Сама графиня совершенно отпиралась от свадьбы с молодым князем Гагариным в Москве, в Торжке и уверяла, что не было никогда и помышления об этом.

А. Я. Булгаков в 1833 году писал брату из Москвы: 
Она всё та же: всё больна, всего боится, а теперь особенно холеры; то едет, то остаётся, сама не знает, что хочет.

## Имения и филантропия

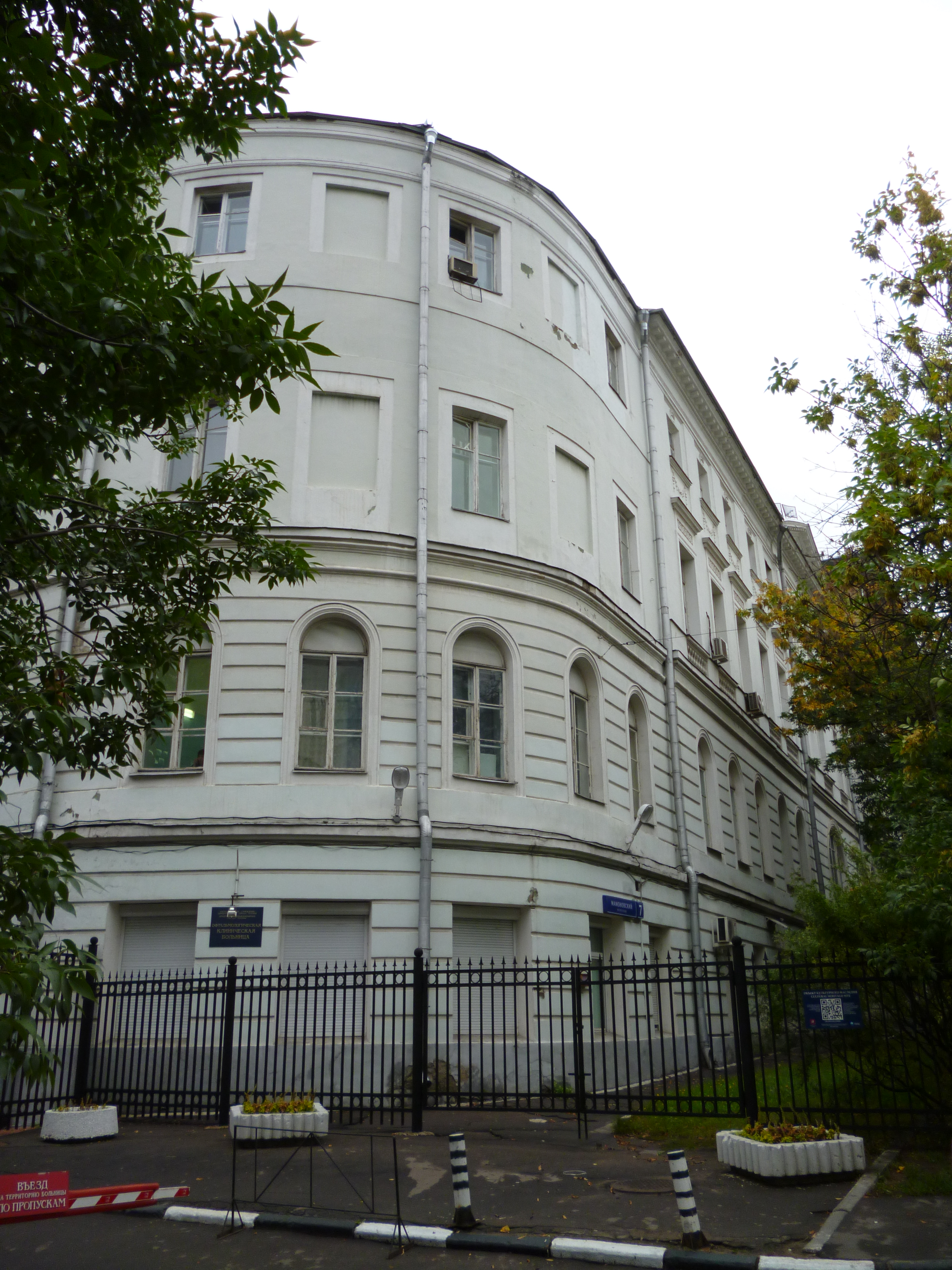
Москва, Мамоновский переулок, 7 —
Дом Дмитриева-Мамонова

Когда Марья стала совершеннолетней, к ней перешло владение отца — село Макарьевская слобода с 38 деревнями и пустошами в Пурецкой волости Нижегородского наместничества. После смерти Марьи Александровны село Макарьевская слобода (Макарий-Пурех, Пурех) перешло по наследству к её брату Матвею.
В Устюженском уезде Новгородского наместничества две деревни были названы в честь своих хозяев — Александро-Марьино [на картах: (T) (Я) (O) (W)] и Матвееве [на картах: (T) (Я) (O) (W)].
Графиня Марья Александровна Дмитриева-Мамонова владела сельцом Картмазово и сельцом Михалицы в Подольском уезде Московской губернии. В Картмазово было 14 дворов и 99 жителей, а в Михалицы — 13 дворов и 53 жителя мужского пола. Сейчас на месте бывшего сельца Михалицы находится дачный посёлок «Берёзки-2» городского округа Подольск Московской области [на картах: (T) (Я) (O) (W)]. 
С 1793 года в Москве Дмитриевым-Мамоновым принадлежал большой 3-этажный дом, построенный М. Ф. Казаковым на Тверской улице. В 1820-х годах домом владела графиня Марья Александровна Дмитриева-Мамонова. Дом графини всегда был полон гостей, она регулярно давала обеды, устраивала приемы, сдавала комнаты для постоя своим знакомым. Собираясь продавать московский дом, графиня в 1823 году вывезла из него почти всю церковную утварь: домовая церковь во имя Воскресения Христова продолжала существовать, но в разоренном виде. В мае 1826 года графиня предлагала опеке нанять на летнее время свой дом для поправления здоровья брата: 
… по предположению гг. докторов, на летнее время следует для больного нанять дом с садом, что и я нахожу хорошим средством в поправлению здоровья его; дом мой, что на Тверской, имеет при себе обширный сад, и всякое спокойствие для больного в нем устроить возможно.(Цит. по: Арсеньев И. А. — 2017. — С. 44.)
 Однако опека отказалась от этого предложения, и в том же году графиня пожертвовала Глазной больнице этот каменный дом с мебелью и надворными постройками (раньше здание стояло на месте нынешнего дома № 25 на Тверской улице). С тех пор в этом здании в Мамоновском переулке долгое время работала глазная больница. Есть и другая версия, что графиня не пожертвовала, а продала дом. В пользу этой версии говорят действия опекунов, которые в 1839 году продали дом Матвея Александровича на Покровском бульваре (с 1847 года в нём размещалась Московская академия практических наук). и купили для больного небольшое имение на Воробьевых горах — так называемую Васильевскую дачу.

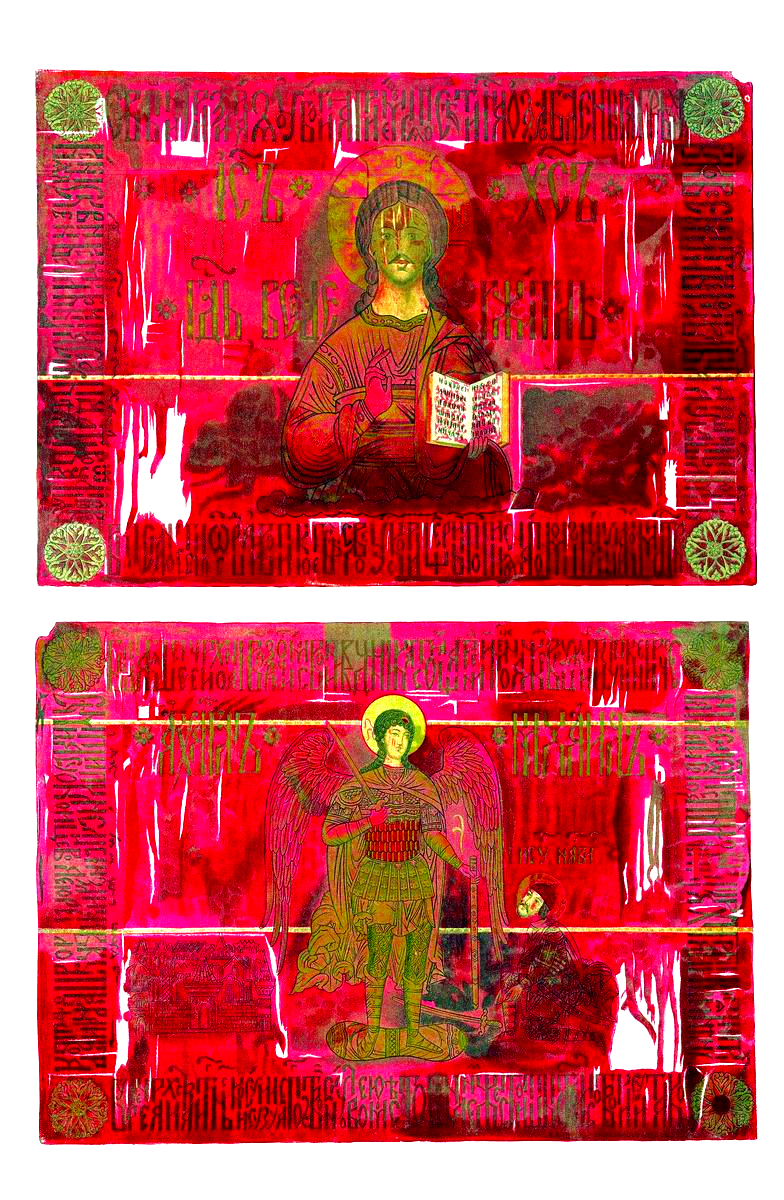
Знамя князя Пожарского

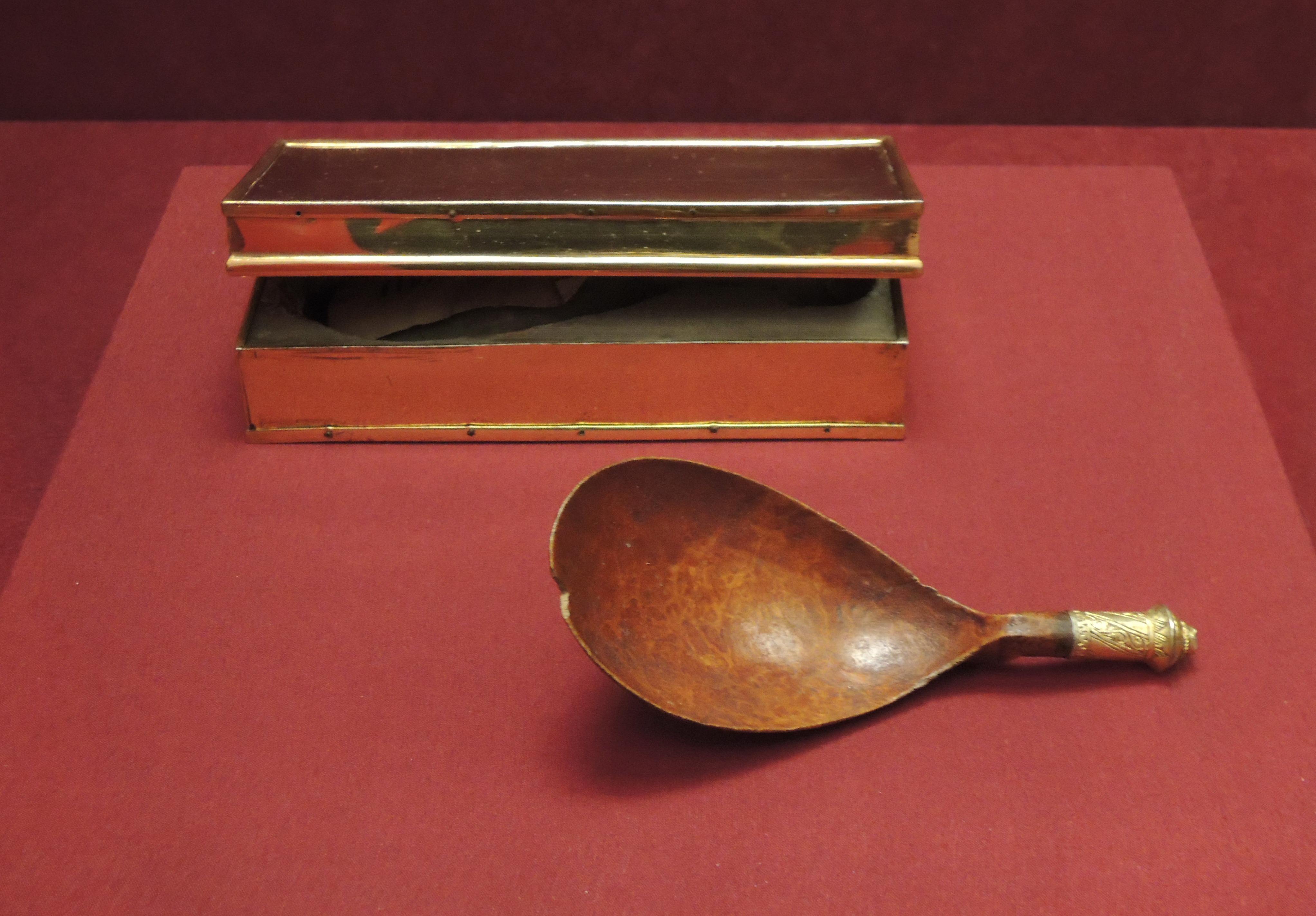
Ложка царевича Дмитрия.
Музеи Московского Кремля

В 1827 году графиня изъявила желание о передачи в Оружейную палату Московского кремля знамени князя Пожарского. Достопамятное это знамя хранилось в церкви, находящейся в селе Пурех, принадлежащем прежде князю Пожарскому, а затем графине Дмитриевой-Мамоновой, поднесшей это знамя Николаю I. На передачу реликвии графиня написала: 
Благоговея перед толико священною волею монарха, я ото всего сердца моего выполняю оную, 
теперь же приказав начальству той вотчины моей вручить то знамя кому повелено будет.
Император повелел в мастерской Оружейной палаты снять точную копию знамени для передачи графине вместо оригинала – на такой же материи, на какой знамя написано. Копию эту написал в 1829 году «московский цеховой мастер» Николай Петенкин. После передачи знамени император пожаловал графине бриллиантовый фермуар (застёжка на ожерелье).
В начале 1840-х годов среди московских обывателей говорили, что Марья Александровна в 1826 году во время болезни брата забрала из Дубровиц в свой петербургский дом (бывшая Ново-Исаакиевская улица, д. 5) многие антикварные вещи: мозаичный стол, серебряные бокалы, канделябры, блюда, чаши, картины, зеркала. По слухам, одного серебра она вывезла более пяти пудов. Ещё в 1825 году все драгоценности, как-то: золотые, серебряные и бриллиантовые вещи, а также билеты государственного банка, были сданы по описи на хранение в Московскую дворянскую опеку. В октябре 1826 года опека передала графине на сохранение шкатулку с семейными реликвиями, там были драгоценности, жалованные её отцу Екатериной II и императором Иосифом. В опеке вещи были поименованы, но не оценены. Графиня увезла шкатулку в Петербург и хранила драгоценности у себя. После смерти графа Матвея Александровича Дмитриева-Мамонова в 1863 году при открытии наследственного дела все драгоценности были в опеке в полной сохранности, от самого крупного бриллианта вне оправы, до мелких розеток, всё было в наличии согласно описи.
В 1848 году на средства графини М. А. Дмитриевой-Мамоновой на месте сгоревшего в 1839 году храма была построена новая деревянная церковь Покрова Богородицы в селе Покровское Карсунского уезда Симбирской губернии, ныне село Кадышево Горенского сельского поселения Карсунского района Ульяновской области.
В качестве семейных реликвий у Марьи Александровны Дмитриевой-Мамоновой хранились сорочица (нательная рубаха) и деревянная столовая ложка трагически погибшего царевича Дмитрия, младшего сына Ивана Грозного. Эти священные вещи достались роду Дмитриевых-Мамоновых от родственного рода Нагих, пресёкшегося в 1650 году, и хранились в роду Дмитриевых-Мамоновых более 200 лет в особом драгоценном ларце. После смерти Марьи Александровны, ларец с родовой святынею, в 1854 году, с разрешения императора Николая I, препровождён был митрополиту Филарету для постоянного хранения при мощах царевича в Московском Архангельском соборе.
Марья Александровна взяла на себя заботу о малолетней сироте по имени Реджина, родом из Милана. Когда-то в этом городе на крыльце графини Мамоновой был найден короб с девочкой. С тех пор графиня оплачивала содержание Реджины в пансионе в Висбадене.

## Опека
Первым под опеку попал родной брат графини. О странностях графа Матвея Александровича говорили давно, но особенно сильно распространились эти толки после назначения в 1820 году на пост московского генерал-губернатора князя Д. В. Голицына. Между графом Мамоновым и князем Голицыным были личные неприязненные отношения ещё с 1813 года, когда русская армия находилась в зарубежном походе.
В начале 1824 года к московскому генерал-губернатору стали поступать многочисленные жалобы на графа Мамонова о его плохом обращении с крепостными и наказании им вольных людей. Рассмотрев жалобы, князь Д. В. Голицын счёл, что поведение Мамонова даёт все основания употребить против него «всю строгость». 7 июля 1825 года император Александр I утвердил мнение Комитета министров о признании генерал-майора Дмитриева-Мамонова безумным, вследствие чего над ним учреждалась опека. В декабре 1825 года Мамонов отказался присягать Николаю I и признавать законность его режима. После этого началось принудительное лечение Матвея Александровича, состоявшее в «обливании головы холодной водой», и вязке его смирительными рубашками.
В числе опекунов побывала и Марья Александровна. В 1826 году она с дозволения императора стала опекуншей над своим братом совокупно с прочими опекунами, так как переписка с братом не могла иметь смысла помимо опекунов. Опекуны и врачи скрывали от неё тяжесть болезни брата. Видя пристрастное отношение к брату со стороны князя Д. В. Голицына, графиня даже добилась в ноябре 1828 года перевода опекунского управления из Москвы в Петербург, где проживала.
В 1833 году, чтобы быть рядом с братом и наблюдать за его лечением, Марья Александровна поселилась в Васильевском. Она обратилась в Управление московского генерал-губернатора об удалении из Москвы бывшего опекуна-надзирателя её брата отставного штабс-ротмистра Линевича, который жестоко обращался с Матвеем. Марья Александровна оставила при графе только своего домашнего лекаря Генриха (Андрея Егоровича) Левенгейма, которому доверяла. Левенгейм пробыл при графе почти 10 лет. Ему было поручено наряду с лечением графа смотреть за домом, нанимать и увольнять слуг, закупать одежду, белье, провизию.
В 1841 году к шефу жандармов графу А. Х. Бенкендорфу поступили анонимные записки, в которых Марья Александровна обвинялась в злоупотреблениях с опекой и «неблаговидном поступке» — сообщалось, что в 1827 году она получила 68 тыс. руб. по принадлежавшему её отцу билету государственного банка. После проведенного расследования Высочайшим повелением дело об опеке над Матвеем Александровичем Дмитриевым-Мамоновым рассмотрел Комитет министров, который в 1842 году лишил графиню опекунства и учредил новый опекунский совет под надзором князя Д. В. Голицына. Император Николай I посчитал это решение Комитета слишком мягким и отдал распоряжение об учреждении опеки над графиней. Когда с неё сняли опеку (князь Д. В. Голицын умер в 1844 году), Марья Александровна, опасаясь за свою жизнь, уехала за границу, и там в 1848 году в Висбадене скончалась на руках служившей у неё англичанки. Со смертью родной сестры Матвей Александрович лишился ближайшей родственницы и единственной прямой наследницы. Управителем по делам графини Марьи Александровны Дмитриевой-Мамоной был назначен полковник Илья Иванович Тимофеев, живший в Петербурге на Почтамтской, в доме графини Мамоновой.

### Комментарии
1. ↑  Мы ничего не знаем о дальнейшей судьбе «Мамоновской сиротки»[40]. Российское правительство отказалось оплачивать содержание Реджины в пансионе в Висбадене из средств, оставшихся после смерти Мамоновой. Властями Висбадана велись разыскания в Италии о родственных отношениях девочки. Российское правительство по дипломатическим каналам предпринимало меры к скорейшей отправке итальянской подданной, католички Реджины в Россию, в Петербург. Оно было обеспокоено судьбой имущества, оставленного Мамоновой в Висбадене, и стремилось защитить интересы законных наследников. Правительство опасалось, что по последней воле или завещанию Мамоновой её имущество может перейти к сиротке Реджине, которая «ничего не имеет и ни на какое наследство претензий иметь не может»[41].